# Willy Osterrieth
Willy Edgard Marie Ghislain Osterrieth (Antwerpen, 27 oktober 1908 - Kalibaru (Nederlands-Indië), 8 maart 1931) was een Belgisch schermer.

## Levensloop
Osterrieth was een kleinzoon van Hippolyte Lippens en de neef van Maurice Lippens. 
Hij behaalde met het Belgisch team (voorts bestaande uit Émile Barbier, Xavier de Beukelaer, Charles Delporte, Charles Debeur en Léon Tom) goud op de wereldkampioenschappen van 1930 te Luik in het onderdeel degen.
Hij kwam om het leven door een jachtongeluk nabij Kalibaru te Java in Nederlands-Indië.